# جوزيف وارد (سياسي)
جوزيف وارد (بالإنجليزية: Joseph Ward)‏ هو سياسي نيوزلندي، ولد في 1817، وتوفي في 1892. انتخب عضو مجلس النواب النيوزيلندي.